# Борго Карпен (Белуно)
Борго Карпен (итал. Borgo Carpen) је насеље у Италији у округу Белуно, региону Венето.
Према процени из 2011. у насељу је живело 24 становника. Насеље се налази на надморској висини од 226 м.